# 卡鲁日 (沃州)
卡鲁日（法語：Carrouge，法語發音：[kaʁuʒ] ⓘ）是瑞士联邦西部法语区的沃州下设的一个镇。在行政上属于布罗瓦-维利区管辖。卡鲁日的总面积为5.42平方公里。截至2010年底，总人口为909。